# Paris tredje arrondissement

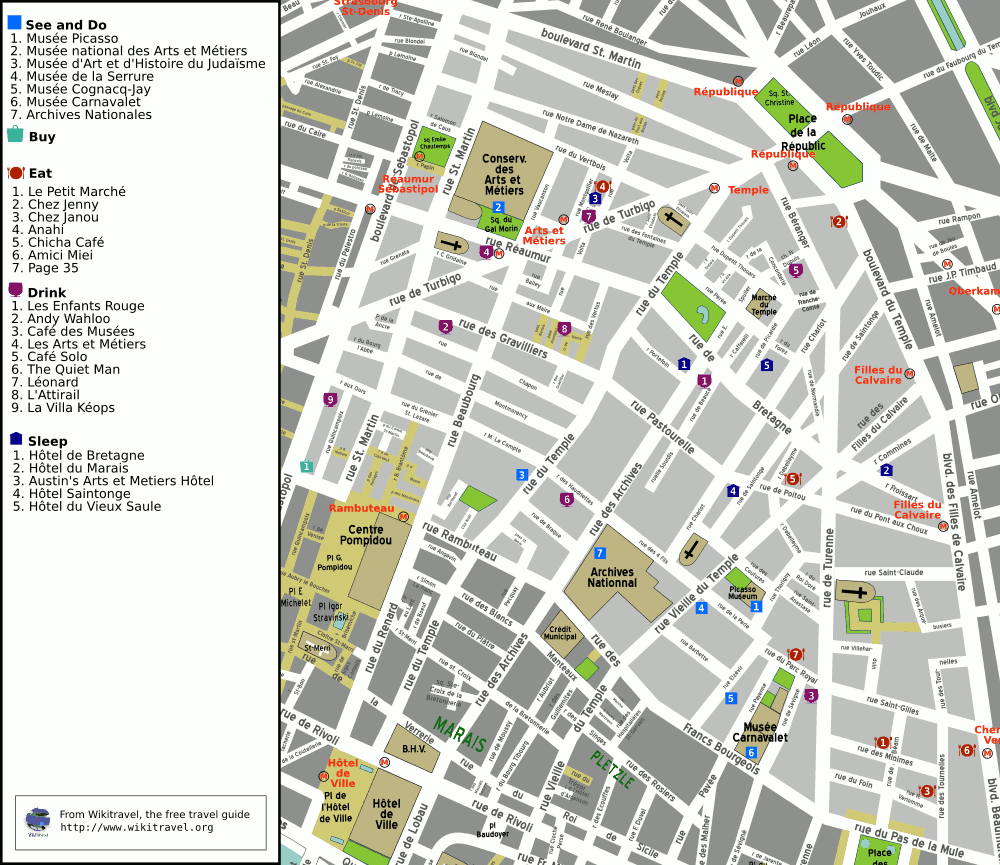
Karta över 3:e arrondissementet.

3:e arrondissementet (Temple) är ett av Paris 20 arrondissement. 34 389 invånare (2017). Ytan är 1,17 km².
En stor del av arrondissementet utgörs av de så kallade Maraiskvarteren.
Arrondissementet ligger norr om 4:e arrondissementet, i den del av Paris som ligger norr om Seine (högra stranden). Det omges i övrigt av 1:a, 2:a, 10:e och 11:e arrondissementen.
3:e arrondissementet består av fyra delar: Quartier des Arts-et-Métiers (kvarter 9), Quartier des Enfants-Rouges (kvarter 10), Quartier des Archives (kvarter 11) och Quartier Sainte-Avoye (kvarter 12).

## Sevärdheter
- Saint-Denys-du-Saint-Sacrement
- Saint-Nicolas-des-Champs
- Sainte-Élisabeth-de-Hongrie
- Maraiskvarteren (norra delen; resterande del ligger i 4:e arrondissementet)
- Renässanstorget Place des Vosges (delat med 4:e arrondissementet)
- Musée des Arts et Métiers
- Hôtel de Soubise